# Jean Leclant

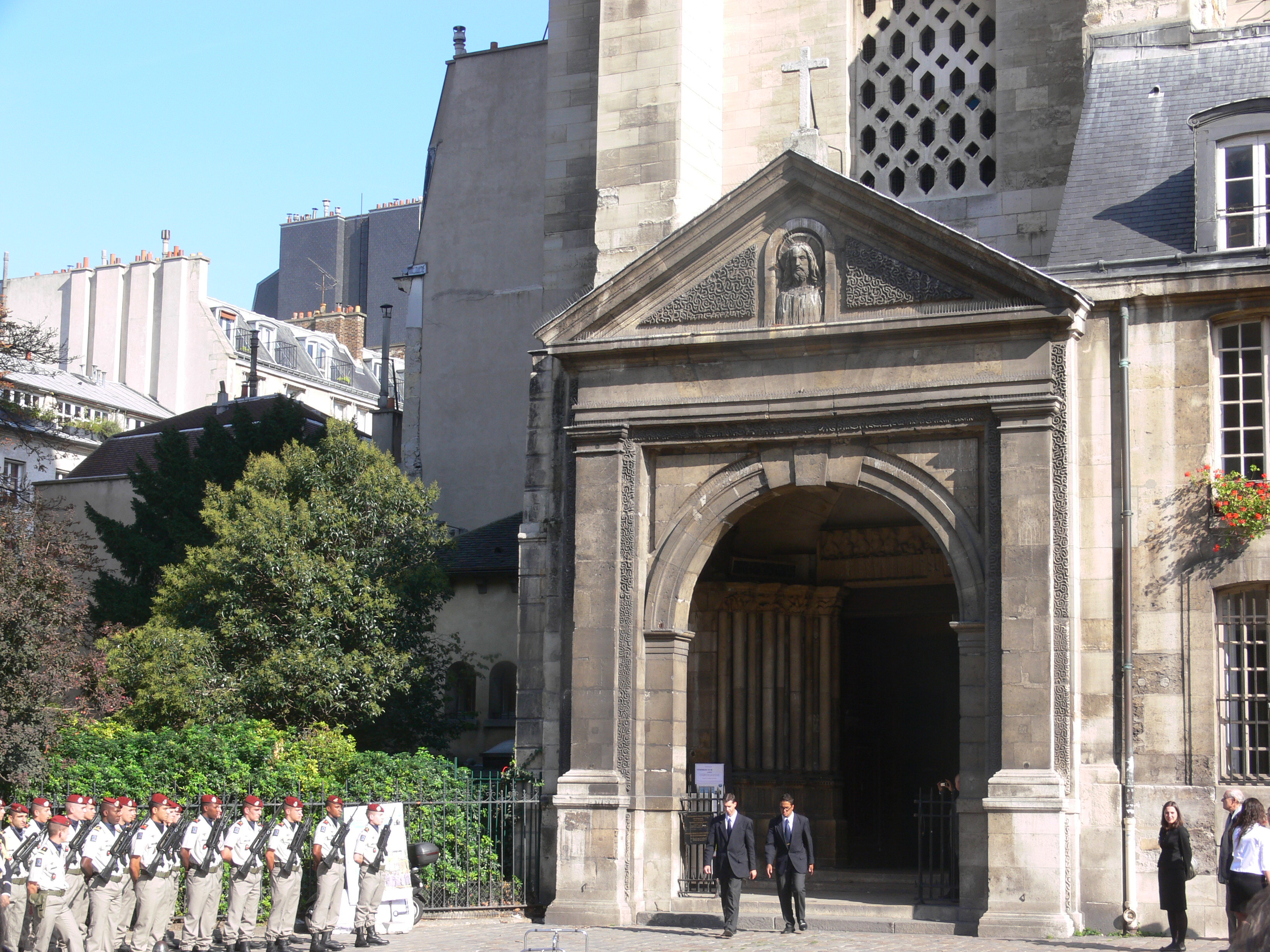
Funeral de Jean Leclant en la Abadía de Saint-Germain-des-Prés, el 23 de septiembre de 2011.

Jean Leclant (8 de agosto de 1920 – 16 de septiembre de 2011) fue un renombrado egiptólogo,  profesor honorario del Collège de France, Secretario permanente de la Academia de Inscripciones y Lenguas Antiguas del Instituto de Francia, y Secretario honorario de la International Association of Egyptologists (Asociación Internacional de Egiptología).
Como parte de sus estudios de arqueología en artefactos del Antiguo Egipto, Jean Leclant hizo importantes descubrimientos en Saqqara y llevó a cabo excavaciones en otros sitios arqueológicos en Etiopía y Sudán. Fue miembro honorario de Humanidades y de la sección de Ciencias Sociales de la Academia Austríaca de Ciencias. Su trabajo le grajeó numerosos premios como el Premio Balzan de Arte y Arqueología del Mundo Antiguo, en 1993, y el Premio Mundial Cino Del Duca en el año 2000.

## Publicaciones
- Enquêtes sur les sacerdoces et les sanctuaires égyptiens à l'époque dite Éthiopienne, XXVe dynastie, no 17, BdE, IFAO, Le Caire, 1954.
- Con Paul Barguet et Clément Robichon, Karnak-nord IV, 2 vol., FIFAO, Le Caire, 1954.
- Fouilles et travaux en Égypte, 1955-1957, no 27, fasc. 1, Orientalia, Pontificium institutum biblicum, Roma, 1958.
- Fouilles et travaux en Égypte et au Soudan, 1960-1961, no 31, fasc. 3, Orientalia, Pontificium institutum biblicum, Roma, 1962.
- Fouilles et travaux en Égypte et au Soudan, 1961-1962, no 32, fasc. 2, Orientalia, Pontificium institutum biblicum, Roma, 1963.
- Recherches sur les monuments Thébains de la XXVe dynastie dite éthiopienne, 2 vol., BdE, IFAO, Le Caire, 1965.
- Con Michela Schiff Giorgini et Clément Robichon, Soleb I, 1813-1963, Sansoni, Florence, 1965.
- Con Michela Schiff Giorgini et Clément Robichon, Soleb II, les nécropoles, Sansoni, Florence, 1971.
- Con Jean-Philippe Lauer, Mission archéologique de Saqqarah, I, le temple haut du complexe funéraire du roi Téti, BdE, IFAO, Le Caire, 1972.
- Con Gisèle Clerc, Inventaire bibliographique des Isiaca, E.J. Brill, Leiden, 1972-1974.
- Les textes de la pyramide de Pépi Ier, reconstitution de la paroi est de l’antichambre, CRAIBL, Paris, 1977.
- Con Audran Labrousse et Jean-Philippe Lauer, Mission archéologique de Saqqarah. II, Le temple haut du complexe funéraire du roi Ounas, no 73, BdE, IFAO, Le Caire, 1977.
- Recherches à la pyramide de Pépi Ier (Saqqarah 1972-1976), BSFE, Paris, 10/1976-03/1977.
- Con Cyril Aldred, Jean-Louis Hellouin de Cenival, Fernand Debono, Christiane Desroches Noblecourt, Jean-Philippe Lauer et Jean Vercoutter, Le temps des pyramides, L'univers des formes, Gallimard, Paris, 1978.
- Con Cyril Aldred, Paul Barguet, Christiane Desroches Noblecourt et H.W. Müller, L'empire des conquérants, L'univers des formes, Gallimard, Paris, 1979.
- Fouilles et travaux en Égypte et au Soudan, 1978-1979, no 49, p. 346-420, Orientalia, 1980.
- Con Cyril Aldred, François Daumas et Christiane Desroches Noblecourt, L'Égypte du crépuscule, L'univers des formes, Gallimard, Paris, 1980.
- T.P. Pépi Ier, VI, à propos des textes des pyramides, MGEM, IFAO, Le Caire, 1985.
- De l'égyptophilie à l'égyptologie, Académie des inscriptions et belles lettres, Paris, 1985.
- Con H.G. Fischer, L'écriture et l'art de l'Égypte ancienne, Quatre leçons sur la paléographie et l'épigraphie pharaoniques, PUF, Paris, 1986.
- Con A. Zivie, Memphis et ses nécropoles au Nouvel Empire, Nouvelles données, nouvelles questions, CNRS, Paris, 1988.
- Aux sources de l'égyptologie européenne : Champollion, Young, Rosellini, Lepsius, Académie des inscriptions et belles-lettres, Paris, 1991.
- Archaeological Activities in Egypt, Vol. 1, p. 3-9, Atti del VI Congresso Internazionale di Egittologia, Turin, 1992.
- Noubounet, une nouvelle reine d'Égypte, p. 211-219, Gegengabe Brunner-Traut, Attempto Verlag, Tübingen, 1992.
- À propos des Aegyptiaca du haut Moyen Âge en France, p. 77-80, The Heritage of Egypt. Studies Iversen, Museum Tusculanum Press, Copenhague, 1992.
- Diana Nemorensis, Isis et Bubastis, p. 251-257, Studies in Pharaonic Religion and Society in honour of J. Gwyn Griffiths, The Egypt Exploration Society, London, 1992.
- Con Gisèle Clerc, Fouilles et travaux en Égypte et au Soudan, 1993-1994, no 64, fasc. 3, p. 225-355, Orientalia, Rome, 1995.
- Avant-propos, p. 13-19, L'Égyptomanie à l’épreuve de l’archéologie, Musée du Louvre, Paris, 1996.
- Con Gisèle Clerc, Fouilles et travaux en Égypte et au Soudan, 1994-1995, no 65, fasc. 3, p. 234-356, Orientalia, Roma, 1996.
- Con Jean-Philippe Lauer et Audran Labrousse, L'architecture des pyramides à textes, I, Saqqara Nord, 2 vol., no 114, BdE, IFAO, Le Caire, 1996.
- Con M. Rassart-Debergh, Textiles d'Antinoé, Donation E. Guimet, Muséum d'histoire naturelle, Colmar, 1997.
- Con C. Langlois, A. Decaux, J. Tulard, F. Gros et G. Le Rider, L'expédition d'Égypte, postérités et prospectives, Palais de l'Institut, Paris, 1998.
- Con Dominique Valbelle, Le décret de Memphis, bicentenaire de la découverte de la Pierre de Rosette, De Boccard, Paris, 1999.
- Con G. Mokhtar, L'empire de Koush : Napata et Méroé, In Histoire Générale de l'Afrique. Volume II : L'Afrique Ancienne, Présence Africaine/Edicef/Unesco, Paris, Nouvelle édition, 2000.
- Répertoire d'épigraphie méroïtique : corpus des inscriptions publiées, 3 vol., Académie des Inscriptions et Belles Lettres, Paris, 2000.
- Au fil du Nil, le parcours d'un égyptologue, Académie des inscriptions et belles lettres, Paris, 2001.
- Con Catherine Berger-el Naggar, Bernard Mathieu et I. Pierre-Croisiau, Les textes de la pyramide de Pépy Ier, 1, édition, description et analyse, 2, facsimilés, MIFAO, Le Caire, 2001.
- Dictionnaire de l’Antiquité, PUF, Paris, 2005, collection Quadrige, 2464 pages, (ISBN 2-13-055018-5).